# Namibische verkiezingen 2004
Op 15 en 16 november 2004 werden er in Namibië presidentsverkiezingen gehouden. De uitslag daarvan was als volgt:
| Kandidaat                 | partij                                   | stemmen | %      |
| ------------------------- | ---------------------------------------- | ------- | ------ |
| Hifikepunye Lucas Pohamba | South West African People's Organisation | 625.605 | 76,44% |
| Ben Ulenga                | Congress of Democrats                    | 59.547  | 7,28%  |
| Katuutire Kaura           | Democratic Turnhalle Alliance            | 41.905  | 5,12%  |
| Kuaima Riruako            | National Unity Democratic Organisation   | 34.616  | 4,23%  |
| Justus Garoëb             | United Democratic Front                  | 31.354  | 3,83%  |
| Henk Mudge                | Republikeinse Party                      | 15.955  | 1,95%  |
| Kosie Pretorius           | Monitor Action Group                     | 9.378   | 1,12%  |
|                           | Totaal                                   | 818.360 | 100%   |